# Biloxi Indijanci
Biloxi (Baluxa, Beluxi, Bilocchi, Bolixe, Paluxy).- Maleno pleme Siouan Indijanaca nekada naseljeno u južnom Mississippiju, danas gotovo izumrlo. Za Biloxije se vjerovalo da su pripadali porodici Muskhogean sve dok preživjele članove Gatschet nije 1886 godine posjetio u južnoj Louisiani, i otkrio mnoge riječi koje ukazuju da su Siouanske. Za najbliže srodnike ovih Indijanaca, prema Dorseyu, su Dhegiha, grupa plemena kojima pripadaju Osage, Kansa, Ponca, Quapaw i Omaha. Danas se smatra da su najsrodniji plemenu Mosopelea, poznatima i pod imenima Ofo ili Ofogoula.
Prvi zapisi o njima potječu od Ibervillea, koji ih 1699. nalazi kod zaljeva Biloxi Bay, zajedno u društvu s plemenima Pascagoula i Moctobi. Sva tri plemena zajedno tada su imala 20 koliba.
Biloxe kroz njihovu povijest nalazimo na raznim lokacijama. U Louisianu odlaze 1764, i nakon mnogo lutanja u ranom 19. stoljeću (prije 1825), prodaju svoju zemlju i odlaze na Biloxi Bayou u Teksas. Neki se kasnije vrate u Louisianu, gdje još njihovi potomci žive kod Lecompte u župi Rapides. Drugi su 1886. otišli u Oklahomu gdje su ušli u sastav plemena Choctaw. Rana populacija iznosila je oko 500 (1699). Popisom iz 1908 bilo ih je 7; procjenom iz 2000 ima ih oko 50 u Louisiani.

## Ime
Ime Biloxi dolazi možda od njihovog vlastitog naziva za sebe, Taneks anya, "first people," od čega su rani Francuzi napravili izraze Ananis, Anaxis i Annocchy. Indijanci Muskogee zvali su ih Polu'ksalgi.

## Etnografija
Biloxi nikada nisu bili veliko pleme, oko 500 duša, koji su živjeli blizu današnjeg Biloxija. Njihove nastambe bili su šatori. Oruđe su izrađivali od drveta i kamena. Društvo je bilo matrilinearno. Danas su u Louisiani udruženi s nesrodnim plemenom Tunica, narodom iz nekadašnje provincije Quizquiz, na rezervatu blizu Marksvillea. U Marksvilleu se nalazi plemenski muzej.

## Vanjske poveznice
- Biloxi Indians
- Biloxi Indian Tribe History
- The Tunica Biloxi Tribe